# Руси Чанев
Руси Иванов Чанев (роден на 18 септември 1945 г.) е български драматичен и филмов актьор.

## Кариера
Завършил е актьорско майсторство във ВИТИЗ „Кръстьо Сарафов“ при професор Боян Дановски (1963 – 1967).
Работил е в Драматичен театър „Н. О. Масалитинов“ в Пловдив (1967 – 1969), Народен театър за младежта (1969 – 1970), Драматичен театър „София“ (1970 – 1990), Малък градски театър „Зад канала“ (1990 – 1995), Театър 199.
Член на САБ (1967) и на СБФД (1977).
Снима се в българското кино от 1965 г. Най-известните му филмови роли са в „Авантаж“ (1977), „Осъдени души“ (1975), „Време разделно“ (1988), „Кръвта остава“ (1980) и „Мера според мера“ (1981). Особено успешно е сътрудничеството му с режисьора Георги Дюлгеров.
През 1999 - 2000 г. е глас зад кадър в документалната поредица „Векът на България“.

## Награди и отличия
- Орден „Св. св. Кирил и Методий“ I-ва степен (2021)
- Заслужил артист (1983).
- Специална награда за мъжка роля за ролята на Петела от филма „Авантаж“ XV ФБИФ (Варна, 1978).
- Награда на СБФД за ролите му във филмите „Кръвта остава“ и „Илюзия“ (1980).
- „Награда на МНО“ за ролята му в пиесата „Синьобелия скреж“ (1980).
- Награда за мъжка роля за ролята на Дилбер Танас от филма „Мера според мера“ (Варна, 1982)
- Награда на САБ за мъжка роля за ролята на Дилбер Танас от филма „Мера според мера“ (Варна, 1982)
- Награда на критиката за филма „Мера според мера“ (Варна, 1982).
- Награда на САБ за мъжка роля за ролята на Густав Виг от пиесата „Имен ден“ (1984).
- Награда за мъжка роля за ролята на Константин Философ от филма „Константин Философ“ (Варна, 1986).
- Годишна награда на БТ за филма „Мера според мера“ (1988).
- I награда за мъжка роля за ролята на Сава Попович от пиесата „Когато гръм удари“ на VII национален преглед за драма и театър (1989).
- Годишна награда на САБ за главна мъжка роля (Анатол) от пиесата „Портрет“ (1990).
- Награда „Аскеер“ за поддържаща роля (бащата) от пиесата „Пилешка глава“ (1994).

## Театрални роли
- „Синьобелия скреж“
- „Когато гръм удари“ – Сава Попович
- „Портрет“ – Анатол
- „Пилешка глава“ – бащата
- „Първите“, 1980 (П. Тодоров) – даскала
- „Хамлет“, 1982 (Уилям Шекспир) – Хамлет
- „Имен ден“, 1983 (Кертес) – Густав Виг
- „Завръщане у дома“, 1991 (Пинтър) – Лени

ТВ театър
- „Каин магьосникът“ (1977) (Камен Зидаров)
- „История на бъдещето“ (1972), 2 серии
- „Опечалена фамилия“ (1971) (Бранислав Нушич)
- „Гълъбицата“ (1970) (Алексей Коломец)

## Филмография

### Като актьор
| Година      | Филми и Сериали                                                               | Серии  | Копродукции                                          | Роля                                                                                         |
| ----------- | ----------------------------------------------------------------------------- | ------ | ---------------------------------------------------- | -------------------------------------------------------------------------------------------- |
| 2014        | Буферна зона                                                                  |        |                                                      | Тодор Черкезов                                                                               |
| 2012        | Цветът на хамелеона                                                           |        | България/Словения                                    | капитан Валентин Мляков – Чисти ръце                                                         |
| 2011        | Островът („The Island“)                                                       |        | България/Швеция/Полша                                | Павел                                                                                        |
| 2009        | Козелът                                                                       |        |                                                      | (гласът на козела)                                                                           |
| 2009        | Хъшове (тв сериал)                                                            | 4      |                                                      | Странджата                                                                                   |
| 2008        | Единствената любовна история, която Хемингуей не описа                        |        |                                                      | бащата                                                                                       |
| 2007        | Чифликът на чучулигите („La masseria delle allodole“)                         |        | Италия/България/Испания/Франция/Германия             | генералът                                                                                    |
| 2006        | „Джо Петросино“ („Joe Petrosino“)                                             |        | Италия/България                                      |                                                                                              |
| 2005        | Лейди Зи                                                                      |        |                                                      | важното (VIP) лице                                                                           |
| 2005        | Иконата („Icon“)                                                              |        | САЩ/Русия                                            | доктор Ван Роос                                                                              |
| 2002        | Подгряване на вчерашния обед                                                  |        | България/Македония                                   | дедо Вънде                                                                                   |
| 2001        | Хълмът на боровинките                                                         |        |                                                      | бандита                                                                                      |
| 2001        | Пътуване до морето                                                            |        |                                                      | кондуктора                                                                                   |
| 2001        | Версенжеторикс („Vercingétorix“) Друиди (алтернативно заглавие)               |        | Франция/Канада/Белгия                                | гал от Бурж                                                                                  |
| 2000        | Алеф („Aleph“)                                                                |        | Италия                                               |                                                                                              |
| 1997        | Суламит                                                                       |        | България/Франция                                     | семинариста                                                                                  |
| 1997        | Ловджийска чанта („Il carniere“) Синът на комарджията (алтернативно заглавие) |        | Италия                                               |                                                                                              |
| 1996        | Приятелите на Емилия                                                          |        |                                                      | Митко                                                                                        |
| 1996 – 1997 | Извън граници („Hors limites“)                                                | 2      | Франция/България                                     | Тодоров (в 2-ра серия: „Mariages à la bulgare“ – 1997)                                       |
| 1993        | Голгота                                                                       |        |                                                      | младия                                                                                       |
| 1988        | Време разделно                                                                | 2      |                                                      | поп Алигорко монах и селски поп. Повежда българите от скривалището им за да сменят вярата си |
| 1986        | 19 метра вятър                                                                | 3      |                                                      | Лозан                                                                                        |
| 1985        | Златно сърце (тв сериал)                                                      | 3      |                                                      | Димчо като голям                                                                             |
| 1983        | Константин Философ (тв сериал)                                                | 6      |                                                      | Константин-Кирил Философ, Солунският чудотворец                                              |
| 1982        | Милионите на Привалов („Die priwalov'schen Millionen“)                        | 6      | България/ФРГ/Западен Берлин                          | Сергей Александрович Привалов                                                                |
| 1981        | Мера според мера (тв сериал)                                                  | 7      |                                                      | Дилбер Танас                                                                                 |
| 1981        | Мера според мера                                                              | 3      |                                                      | Дилбер Танас                                                                                 |
| 1980        | Илюзия                                                                        |        |                                                      | Кирил поета                                                                                  |
| 1979        | Кръвта остава                                                                 |        |                                                      | околийския началник Симеонов                                                                 |
| 1978        | Трампа                                                                        |        |                                                      | Петела                                                                                       |
| 1978        | Всички и никой                                                                |        |                                                      | сержант Антонов „Щит и меч“, милиционерът от влака                                           |
| 1977        | Авантаж                                                                       |        |                                                      | Лазар Касабов – Петела                                                                       |
| 1976        | Войници на свободата („Солдаты свободы“)                                      | 4      | СССР/България/Унгария/ГДР/Полша/Румъния/Чехословакия | (като Р. Чанев в 1 серия: IV)                                                                |
| 1975        | Осъдени души                                                                  |        |                                                      | Жак Мюрие                                                                                    |
| 1974        | Бразилска мелодия                                                             | 2      |                                                      | студентът Мони                                                                               |
| 1973        | Бялата одисея                                                                 |        |                                                      | Явора                                                                                        |
| 1973        | Тримата мъже                                                                  |        |                                                      |                                                                                              |
| 1971        | Откраднатият влак                                                             |        | България/СССР                                        | турчина                                                                                      |
| 1969 – 1971 | Демонът на империята (тв сериал)                                              | 10     |                                                      | Шакир Сани бей, адютант на Мидхат паша                                                       |
| 1969        | Шарен свят                                                                    | 2      |                                                      | Тонката (в 2-рата новела: „Птици и хрътки“)                                                  |
| 1969        | Иконостасът                                                                   |        |                                                      |                                                                                              |
| 1967        | Случаят Пенлеве                                                               | 3 нов. |                                                      | подпоручикът (в 2-рата новела: „Пенлеве“)                                                    |
| 1967        | Най-дългата нощ                                                               |        |                                                      | студентът                                                                                    |
| 1966        | Понеделник сутрин                                                             |        |                                                      | Велко Лазаров                                                                                |
| 1966        | Цар и генерал                                                                 |        |                                                      | ординарецът свързочник                                                                       |
| 1966        | Горещо пладне                                                                 |        |                                                      | войник                                                                                       |
| 1966        | Дворът с люлките (тв)                                                         |        |                                                      | Васил - Васока                                                                               |

- „Звярът е още жив“ (2016) – документален

### Като сценарист
| Година | Филми и Сериали  | Серии |
| ------ | ---------------- | ----- |
| 2009   | Хъшове           | 4     |
| 1988   | Мера според мера | 7     |
| 1981   | Мера според мера | 3     |
| 1977   | Авантаж          |       |

## Личен живот
Женен е за актрисата Невена Мандаджиева. Имат син и дъщеря.